# Kintampo
Kintampo (o Kintapo) è un centro abitato del Ghana, situato nella Regione di Bono Est.